# Kościół św. Antoniego w Kulicach
Kościół św. Antoniego w Kulicach – katolicki kościół filialny zlokalizowany we wsi Kulice w gminie Nowogard, w powiecie goleniowskim (województwo zachodniopomorskie). Jest filią parafii św. Rafała Kalinowskiego w Nowogardzie.

## Historia i architektura
Kościół, wzniesiony w 1865 roku, murowany jest z kamienia i cegły. Utrzymany w stylu neoromańskim, sytuowany jest na rzucie prostokąta, z wydzielonym trójbocznie zamkniętym prezbiterium. Od strony zachodniej posiada wzniesioną na planie kwadratu trzykondygnacyjną wieżę, zwieńczoną ośmiobocznym spiczastym hełmem. Zamknięte półokrągło okna obmurowane są cegłą. Kościół kryty jest dachówką karpiówką. Pod okapem znajduje się fryz arkadowy.
Wnętrze świątyni nakrywa drewniany, belkowany, podwyższony strop. Prezbiterium oraz znajdująca się z tyłu kościoła empora chórowa oddzielone są potrójną arkadą. Zachował się oryginalny ołtarz, ambona, loża kolatorska, ławki i strop.
Po II wojnie światowej kościół został konsekrowany jako świątynia katolicka w dniu 17 stycznia 1947 roku przez księdza Bogdana Szczepanowskiego TChr.
Teren kościoła otacza dawny cmentarz. 